# Secret
|  | Per a altres significats, vegeu «Secret (àlbum de Kumi Koda)». |

Un secret és una informació que no vol ser divulgada i que roman en el coneixement d'un nucli reduït de persones. Pot resultar convenient amagar-la per la mateixa naturalesa de la informació o per possibles conseqüències negatives que en puguin derivar. Es relaciona amb la privacitat. Adi Shamir i George Blakley van dissenyar els models matemàtics de difusió dels secrets, que compten amb la curiositat de les persones. Georg Simmel, per la seva banda, va estudiar com els grups socials es cohesionen amb secrets i amaguen la informació considerada valuosa per a possibles competidors. Va afirmar que com més valuosa és aquesta, més tendència hi ha en amagar-la, fins i tot creant estructures de poder i defensa.

## Tipus de secrets
Hi ha matèries que acostumen a concentrar els secrets, com ara:
- Avenços tecnològics (en empreses o en Estats)
- Relacions personals contra els costums o la llei (com l'adulteri)
- Dades de persones amb càrrecs d'importància
- Contrasenyes d'accés a Internet, a documents restringits o comptes bancaris
- Patents
- Coneixement esotèric en cultes, religions i societats que requereixen una iniciació
- Història clínica
- Sumaris judicials
- El sentit del vot en democràcia
- Delictes o actes considerats moralment reprensibles
- El contingut de la confessió catòlica
- Estratègia de negoci, en un joc o en la guerra